# General Purpose Multimedia Interface
GPMI
General purpose multimedia interface (GPMI ; en français : « Interface multimédia à usage général ») est une norme d'interface audio/vidéo numérique, de réseau et d'alimentation électrique. Mise sur le marché dès 2025 en Chine par la Shenzhen 8K UHD Video Industry Cooperation Alliance (SUCA), la norme GPMI est destinée à concurrencer la norme HDMI, d'origine américaine,.

## Propriétés
La norme GPMI propose deux types de câblage, dont un est compatible avec l'USB-C. Le type B est capable en théorie de transmettre un débit de transmission de données de 192 Gbit/s. Elle prévoit également la transmission d'énergie, permettant une charge allant jusqu'à 480 Watt. Le type C est moins puissant et propose un débit théorique de 96 Gbits/s et 240 W.
En termes de sécurité, il intègre le protocole de protection de contenu ADCP, une alternative au HDCP. GPMI a été développé par la Shenzhen 8K UHD Video Industry Cooperation Alliance, qui regroupe plus de cinquante entreprises chinoises, dont Huawei, Skyworth et Hisense.
| norme       | bande passante | puissance | Notes                               |
| ----------- | -------------- | --------- | ----------------------------------- |
| GPMI Type-B | 192 Gbps       | 480W      | Utilise un connecteur propriétaire. |
| GPMI Type-C | 96 Gbps        | 240W      | Utilise un connecteur USB-C.        |